# Spio filicornis
Spio filicornis é uma espécie de anelídeo pertencente à família Spionidae.
A autoridade científica da espécie é Müller, tendo sido descrita no ano de 1776.
Trata-se de uma espécie presente no território português, incluindo a sua zona económica exclusiva.